# Пирцио Бироли, Алессандро
Алессандро Пирцио Бироли (итал. Alessandro Pirzio Biroli, 23 июля 1877, Болонья, Италия — 20 мая 1962, Рим, Италия) — итальянский генерал, призёр Олимпийских игр 1908 года по фехтованию.
Алессандро Пирцио Бироли родился в 1877 году в Болонье. В 1908 году в составе итальянской фехтовальной сборной выступил на Олимпийских играх в Лондоне. Хотя в индивидуальном первенстве по шпаге и сабле он выбыл в первых поединках, он всё-таки стал обладателем серебряной медали в командном первенстве по фехтованию на саблях.
В 1918 году Пирцио Бироли стал командиром 8-го полка берсальеров 7-й бригады берсальеров. В 1927 году возглавил итальянскую военную миссию в Эквадоре. В 1928 году был назначен инспектором дивизии «Челере», а в 1933 году стал генералом и получил под командование дивизию «Триесте».
В 1935—1936 годах во время войны в Эфиопии Алессандро Пирцио Бироли командовал Эритрейским корпусом, а после её окончания с 1 июня 1936 года по 15 декабря 1937 года был губернатором провинции Амхара в Итальянской Восточной Африке.
В 1941 году Алессандро Пирцио Бироли был назначен командующим размещённой в Албании итальянской 9-й армии, участвовавшей во вторжении в Югославию. С 23 июля 1941 по 13 июля 1943 года возглавлял Губернаторство Черногория.